# Marnix De Cat
Marnix De Cat (1967) is een Belgisch contratenor, componist en dirigent. Hij was een van de kernleden van de Capilla Flamenca. en zingt vast in het Gesualdo Consort Amsterdam.

## Biografie
Aan het Lemmensinstituut te Leuven behaalde hij het laureaatsdiploma in 1991 met eerste prijzen orgel (bij Reitze Smits), harmonie en contrapunt. Hij studeerde er ook zang, slagwerk en fuga, en behaalde in 1992 de eerste prijs koorleiding bij Erik Van Nevel.
Als leerkracht was De Cat verbonden aan het Lemmensinstituut Leuven, de Stedelijke Muziekschool A. Meulemans te Aarschot, en het Aquariusproject te Antwerpen.
Samen met all-round-jazzsaxofonist Hugo Boogaerts vormde hij het duo OrgaX, een ongewone combinatie van pijporgel en saxen, waarbij de klemtoon ligt op improvisatie en stijlkruisbestuiving. Hij speelde ook improvisatieconcerten samen met organist Paul De Maeyer (Gent).
Hij is tevens actief als componist en als dirigent, werkt regelmatig mee aan vocale workshops rond Renaissance en Barok, en kinder- of jeugdprojecten rond muziek.
De Cat was sinds 1996 een van de vier kernleden van de Capilla Flamenca (Dirk Snellings). Hij is eveneens vast lid van het Gesualdo Consort Amsterdam (Harry van der Kamp) en werkte ook regelmatig samen met het Huelgas Ensemble (Paul Van Nevel), Collegium Vocale Gent, (Philippe Herreweghe), Currende (Erik Van Nevel), Weser Renaissance Bremen (Manfred Cordes), Ricercarconsort (Philippe Pierlot), Il Fondamento (Paul Dombrecht) en het BL!NDMAN-saxofoonkwartet.
Marnix De Cat is voornamelijk een ensemblezanger, maar profileert zich ook als solist. Zo werkte hij onder meer onder leiding van Gustav Leonhardt, Philippe Herreweghe, Jos Van Immerseel, René Jacobs, Sigiswald Kuijken, Jos van Veldhoven …
In 2010 richtte hij zijn eigen Pluto Ensemble op, dat zich toelegt op vocale muziek van middeleeuwen tot nu.
Marnix De Cat is te horen op een 80-tal cd-opnames, en concerteerde wereldwijd. Op 14 februari 2012 verscheen Espris D'amours: Miniatures Flamandes, een opname van Capilla Flamenca onder leiding van De Cat.